# Lill-Trehörningen, Lappland
Lill-Trehörningen är en sjö i Åsele kommun i Lappland och ingår i Ångermanälvens huvudavrinningsområde. Sjön har en area på 0,172 kvadratkilometer och ligger 311,1 meter över havet. Sjön avvattnas av vattendraget Trehörningsbäcken.

## Delavrinningsområde
Lill-Trehörningen ingår i det delavrinningsområde (712610-155725) som SMHI kallar för Utloppet av Lill-Trehörningen. Medelhöjden är 368 meter över havet och ytan är 17,68 kvadratkilometer. Räknas de 3 avrinningsområdena uppströms in blir den ackumulerade arean 40,35 kvadratkilometer. Trehörningsbäcken som avvattnar avrinningsområdet har biflödesordning 3, vilket innebär att vattnet flödar genom totalt 3 vattendrag innan det når havet efter 211 kilometer. Avrinningsområdet består mestadels av skog (89 procent). Avrinningsområdet har 0,33 kvadratkilometer vattenytor vilket ger det en sjöprocent på 1,8 procent.